# بيت الخولاني (الحيمة الخارجية)

تعديل مصدري - تعديل

بيت الخولاني هي إحدى قرى عزلة الاعمور بمديرية الحيمة الخارجية التابعة لمحافظة صنعاء، بلغ تعداد سكانها 222 نسمة حسب تعداد اليمن لعام 2004.